# Athletes Unlimited Volleyball 2024
L'Athletes Unlimited Volleyball 2024 si è svolta dal 4 ottobre al 4 novembre 2024 al Arizona Athletic Grounds di Mesa (Arizona): al torneo hanno partecipato 44 pallavoliste e la vittoria finale è andata per la prima volta alla statunitense Brittany Abercrombie. 

## Impianti
|                                                                            |  |  |
|                                                                            |  |  |
| Arizona Athletic Grounds Città: Mesa Capienza: 2 800 Anno d'apertura: 2022 |  |  |

## Regolamento
Rispetto ai tradizionali campionati di pallavolo, quello organizzato da Athletes Unlimited presenta diverse differenze. 
- Non vi sono dei veri club, ma le giocatrici vengono settimanalmente selezionate attraverso un draft per formare quattro squadre che prendono inizialmente il nome dai colori delle loro divise (Gold, Orange, Blue e Purple) e in seguito dal rispettivo capitano; il primo draft vede nei ruoli di capitani le migliori quattro giocatrici rimaste nella lega dalla stagione precedente, mentre dalla seconda settimana il ruolo viene ricoperto dalle quattro giocatrici in testa alla classifica.
- L'intero evento si svolge all'interno della medesima arena, eliminando il criterio delle partite giocate in casa e in trasferta.
- Ogni partita dura tre set e la vittoria finale viene assegnata alla squadra che ottiene più punti totali, non a quella che vince più set.
- La classifica riguarda le giocatrici, che accumulano punti attraverso i risultati, i premi di MVP (assegnati dalle giocatrici stesse e dai fans) e le statistiche di rendimento individuale.
- Il torneo vede le squadre formate attraverso il draft affrontarsi in un round-robin ogni settimana.

### Criteri di classifica
I punti vengono accumulati dalle giocatrici, invece che dalle squadre, attraverso i risultati, i premi di MVP (assegnati dalle giocatrici stesse e dai fans) e le statistiche di rendimento individuale: 
- Partita vinta = +60 punti;
- Set vinto = +40 punti;
- MVP 1 = +60 punti;
- MVP 2 = +40 punti;
- MVP 3 = +20 punti;
- Servizio: ace = +12 punti, errore = -8 punti;
- Attacco: vincente = +8 punti, errore = -12 punti;
- Palleggio: assist[3] = +1 punto, errore = -12 punti;
- Difesa: +5 punti, l'errore non rientra nel computo;
- Ricezione: positiva = +2 punti, errore = -8 punti;
- Muro: vincente = +12 punti, l'errore non rientra nel computo.

## Partecipanti
| N  | Giocatrice             | R | TW1  | TW2  | TW3  | TW4  | TW5  |
| -- | ---------------------- | - | ---- | ---- | ---- | ---- | ---- |
| 4  | Brittany Abercrombie   | O | 1050 | 2075 | 2902 | 3670 | 4521 |
| 27 | Sherridan Atkinson     | O | 273  | 693  | 1025 | 1113 | 1467 |
| 1  | Danielle Barton        | S | 514  | 1383 | 1730 | 2615 | 3192 |
| 18 | Katherine Bell         | O | 470  | 919  | 1601 | 1857 | 2560 |
| 31 | Gabrielle Blossom      | P | 180  | 570  | 804  | 888  | 1314 |
| 71 | Paige Briggs           | S | 509  | 938  | 1203 | 1629 | 1801 |
| 11 | Kazmiere Brown         | C | 202  | 559  | 925  | 1380 | 1891 |
| 17 | Taylor Bruns           | P | 274  | 696  | 1121 | 1447 | 1689 |
| 10 | Madison Bugg           | P | 263  | 629  | 890  | 1662 | 2411 |
| 0  | Heidy Casanova         | O | 226  | 574  | 994  | 1435 | 1564 |
| 28 | Kayla Caffey           | C | 790  | 1137 | 1312 | 1713 | 2144 |
| 12 | Tess Clark             | C | 180  | 340  | 660  | 1080 | 1220 |
| 77 | Génesis Collazo        | O | 264  | 393  | 653  | 1073 | 1393 |
| 81 | Bethania de la Cruz    | S | 1066 | 1921 | 2709 | 3493 | 4142 |
| 23 | TeTori Dixon           | C | 589  | 909  | 1462 | 2137 | 2579 |
| 7  | Erin Fairs             | S | 220  | 580  | 675  | 927  | 1147 |
| 6  | Alisha Glass           | P | 533  | 717  | 1461 | 1807 | 2426 |
| 26 | Kayla Haneline         | C | 452  | 874  | 1408 | 1984 | 2295 |
| 46 | Morgan Hentz           | L | 468  | 1240 | 2021 | 2549 | 3291 |
| 2  | Sydney Hilley          | P | 415  | 1166 | 1396 | 1950 | 2506 |
| 21 | Claire Hoffman         | S | 466  | 1158 | 1846 | 2529 | 2926 |
| 44 | Willow Johnson         | O | 302  | 1029 | 1535 | 2412 | 2729 |
| 19 | Madison Kingdon        | S | 711  | 1167 | 1895 | 2654 | 3400 |
| 88 | Manami Kojima          | L | 698  | 1311 | 1923 | 2427 | 2962 |
| 24 | Mary Lake              | L | 437  | 823  | 1208 | 1413 | 1934 |
| 78 | Rebecca Latham         | O | 460  | 641  | 761  | 1081 | 1368 |
| 15 | Allison Mayfield       | S | 282  | 587  | 1041 | 1181 | 1576 |
| 5  | Mallory McCage         | C | 366  | 986  | 1701 | 1876 | 2175 |
| 22 | Leketor Member-Meneh   | S | 703  | 1430 | 1996 | 2521 | 3252 |
| 99 | Giovanna Milana        | S | 410  | 559  | 857  | 1250 | 1650 |
| 33 | Marlie Monserez        | P | 485  | 716  | 1411 | 1695 | 2017 |
| 3  | Brooke Nuneviller      | S | 595  | 953  | 1140 | 1790 | 2271 |
| 34 | Berkeley Oblad         | C | 220  | 640  | 787  | 1172 | 1492 |
| 32 | Lauren Page            | C | 346  | 962  | 1375 | 1683 | 1968 |
| 20 | Kelsie Payne           | O | 527  | 1003 | 1288 | 1553 | 1953 |
| 16 | Jenna Rosenthal        | C | 411  | 840  | 1319 | 1588 | 1955 |
| 14 | Emily Thater           | C | 327  | 669  | 1109 | 1266 | 1799 |
| 25 | Temitayo Thomas-Ailara | S | 225  | 592  | 1365 | 2132 | 2924 |
| 13 | Nootsara Tomkom        | P | 713  | 1040 | 1357 | 1777 | 1958 |
| 27 | Natalia Valentín       | P | 481  | 1243 | 1898 | 2431 | 2828 |
| 8  | Lindsey Vander Weide   | S | 486  | 720  | 1382 | 1589 | 2210 |
| 40 | Nomaris Vélez          | L | 302  | 652  | 1091 | 1763 | 2093 |
| 48 | Karis Watson           | C | 296  | 727  | 825  | 895  | 1137 |
| 9  | M'kaela White          | C | 220  | 360  | 620  | 940  | 1340 |

      Team Gold
      Team Orange
      Team Blue
      Team Purple
      Assente
      Inattiva
Capitani

### Capitani
| W | Team Gold            | Team Orange          | Team Blue            | Team Purple          |
| - | -------------------- | -------------------- | -------------------- | -------------------- |
| 1 | Brooke Nuneviller    | Natalia Valentín     | Morgan Hentz         | Bethania de la Cruz  |
| 2 | Bethania de la Cruz  | Brittany Abercrombie | Kayla Caffey         | Nootsara Tomkom      |
| 3 | Brittany Abercrombie | Bethania de la Cruz  | Leketor Member-Meneh | Danielle Barton      |
| 4 | Brittany Abercrombie | Bethania de la Cruz  | Morgan Hentz         | Leketor Member-Meneh |
| 5 | Brittany Abercrombie | Bethania de la Cruz  | Madison Kingdon      | Danielle Barton      |

### Allenatori
| W | Team Gold      | Team Orange    | Team Blue      | Team Purple    |
| - | -------------- | -------------- | -------------- | -------------- |
| 1 | Deitre Collins | Thomas Robson  | David Rubio    | Joseph Trinsey |
| 2 | Thomas Robson  | David Rubio    | Joseph Trinsey | Deitre Collins |
| 3 | David Rubio    | Joseph Trinsey | Deitre Collins | Thomas Robson  |
| 4 | Joseph Trinsey | Deitre Collins | Thomas Robson  | David Rubio    |
| 5 | Deitre Collins | Thomas Robson  | David Rubio    | Joseph Trinsey |

### Avvicendamenti
Non ci sono stati avvicendamenti nel corso del torneo.

## Torneo

### Week 1
| Gara 1 |                                   |     |                             |
|        |                                   |     |                             |
| 04-10  | Team Hentz - Team Valentín        | 2-1 | 21-25, 25-22, 25-20 (71-67) |
| 04-10  | Team Nuneviller - Team de la Cruz | 1-2 | 21-25, 28-26, 20-25 (69-76) |

| Gara 2 |                                 |     |                             |
|        |                                 |     |                             |
| 05-10  | Team de la Cruz - Team Valentín | 3-0 | 25-18, 28-26, 25-21 (78-65) |
| 05-10  | Team Hentz - Team Nuneviller    | 1-2 | 16-25, 19-25, 25-16 (60-66) |

| \| Gara 3 \| \| \| \| \| \| \| \| \| \| 06-10 \| Team de la Cruz - Team Hentz \| 2-1 \| 25-17, 24-26, 25-16 (74-59) \| \| 06-10 \| Team Valentín - Team Nuneviller \| 2-1 \| 25-23, 25-15, 20-25 (70-63) \| |                                 |     |                             |
| Gara 3 |                                 |     |                             |
| |                                 |     |                             |
| 06-10 | Team de la Cruz - Team Hentz    | 2-1 | 25-17, 24-26, 25-16 (74-59) |
| 06-10 | Team Valentín - Team Nuneviller | 2-1 | 25-23, 25-15, 20-25 (70-63) |

### Week 2
| Gara 1 |                                |     |                             |
|        |                                |     |                             |
| 12-10  | Team Caffey - Team Abercrombie | 3-1 | 17-25, 26-24, 26-24 (69-73) |
| 12-10  | Team de la Cruz - Team Tomkom  | 3-0 | 25-12, 26-24, 28-26 (79-62) |

| Gara 2 |                                |     |                             |
|        |                                |     |                             |
| 14-10  | Team Tomkom - Team Abercrombie | 0-3 | 20-25, 21-25, 21-25 (62-75) |
| 14-10  | Team Caffey - Team de la Cruz  | 1-2 | 26-24, 17-25, 15-25 (58-74) |

| \| Gara 3 \| \| \| \| \| \| \| \| \| \| 15-10 \| Team Tomkom - Team Caffey \| 2-1 \| 25-22, 25-21, 18-25, GS: 5-2 (73-70) \| \| 15-10 \| Team Abercrombie - Team de la Cruz \| 2-1 \| 25-21, 21-25, 25-8 (71-54) \| |                                    |     |                                      |
| Gara 3 |                                    |     |                                      |
| |                                    |     |                                      |
| 15-10 | Team Tomkom - Team Caffey          | 2-1 | 25-22, 25-21, 18-25, GS: 5-2 (73-70) |
| 15-10 | Team Abercrombie - Team de la Cruz | 2-1 | 25-21, 21-25, 25-8 (71-54)           |

### Week 3
| Gara 1 |                                     |     |                             |
|        |                                     |     |                             |
| 19-10  | Team Member-Meneh - Team de la Cruz | 1-2 | 18-25, 25-22, 21-25 (64-72) |
| 19-10  | Team Abercrombie - Team Barton      | 2-1 | 25-21, 25-20, 25-27 (75-68) |

| Gara 2 |                                      |     |                             |
|        |                                      |     |                             |
| 20-10  | Team Barton - Team de la Cruz        | 1-2 | 18-25, 21-25, 25-16 (64-66) |
| 21-10  | Team Member-Meneh - Team Abercrombie | 1-2 | 25-23, 23-25, 23-25 (71-73) |

| \| Gara 3 \| \| \| \| \| \| \| \| \| \| 22-10 \| Team Barton - Team Member-Meneh \| 0-3 \| 16-25, 19-25, 24-26 (59-76) \| \| 22-10 \| Team de la Cruz - Team Abercrombie \| 1-2 \| 21-25, 24-26, 25-19, GS: 2-5 (72-75) \| |                                    |     |                                      |
| Gara 3 |                                    |     |                                      |
| |                                    |     |                                      |
| 22-10 | Team Barton - Team Member-Meneh    | 0-3 | 16-25, 19-25, 24-26 (59-76)          |
| 22-10 | Team de la Cruz - Team Abercrombie | 1-2 | 21-25, 24-26, 25-19, GS: 2-5 (72-75) |

### Week 4
| Gara 1 |                                      |     |                             |
|        |                                      |     |                             |
| 26-10  | Team de la Cruz - Team Hentz         | 1-2 | 26-28, 25-17, 34-36 (85-81) |
| 26-10  | Team Abercrombie - Team Member-Meneh | 1-2 | 20-25, 22-25, 25-16 (67-66) |

| Gara 2 |                                     |     |                             |
|        |                                     |     |                             |
| 27-10  | Team Member-Meneh - Team de la Cruz | 0-3 | 14-25, 21-25, 17-25 (52-75) |
| 27-10  | Team Hentz - Team Abercrombie       | 0-3 | 12-25, 25-27, 16-25 (53-77) |

| \| Gara 3 \| \| \| \| \| \| \| \| \| \| 29-10 \| Team Member-Meneh - Team Hentz \| 0-3 \| 23-25, 23-25, 20-25 (66-75) \| \| 29-10 \| Team de la Cruz - Team Abercrombie \| 2-1 \| 21-25, 25-20, 25-20 (71-65) \| |                                    |     |                             |
| Gara 3 |                                    |     |                             |
| |                                    |     |                             |
| 29-10 | Team Member-Meneh - Team Hentz     | 0-3 | 23-25, 23-25, 20-25 (66-75) |
| 29-10 | Team de la Cruz - Team Abercrombie | 2-1 | 21-25, 25-20, 25-20 (71-65) |

### Week 5
| Gara 1 |                                |     |                             |
|        |                                |     |                             |
| 02-11  | Team Kingdon - Team de la Cruz | 3-0 | 27-25, 25-23, 25-18 (77-66) |
| 02-11  | Team Abercrombie - Team Barton | 3-0 | 25-22, 25-19, 25-23 (75-64) |

| Gara 2 |                                 |     |                             |
|        |                                 |     |                             |
| 04-11  | Team Barton - Team de la Cruz   | 0-3 | 16-25, 23-25, 16-25 (55-75) |
| 04-11  | Team Kingdon - Team Abercrombie | 0-3 | 16-25, 23-25, 17-25(56-75)  |

| \| Gara 3 \| \| \| \| \| \| \| \| \| \| 05-11 \| Team Barton - Team Kingdon \| 2-1 \| 25-22, 20-25, 25-19 (70-66) \| \| 05-11 \| Team de la Cruz - Team Abercrombie \| 3-1 \| 19-25, 25-19, 25-21 (69-65) \| |                                    |     |                             |
| Gara 3 |                                    |     |                             |
| |                                    |     |                             |
| 05-11 | Team Barton - Team Kingdon         | 2-1 | 25-22, 20-25, 25-19 (70-66) |
| 05-11 | Team de la Cruz - Team Abercrombie | 3-1 | 19-25, 25-19, 25-21 (69-65) |

## Premi individuali
| Premio                       | Giocatrice                 |
| ---------------------------- | -------------------------- |
| Miglior palleggiatrice       | Natalia Valentín           |
| Miglior opposto              | Brittany Abercrombie       |
| Miglior schiacciatrice       | Bethania de la Cruz        |
| Miglior schiacciatrice       | Madison Kingdon            |
| Miglior centrale             | Mallory McCage             |
| Miglior centrale             | TeTori Dixon               |
| Miglior libero               | Morgan Hentz Manami Kojima |
| Blocker of the Year          | Mallory McCage             |
| Defensive Player of the Year | Morgan Hentz               |
| Teammate of the Year         | Taylor Bruns               |